# Agathis verae
Agathis verae är en stekelart som beskrevs av Vladimir Ivanovich Tobias 1986. Agathis verae ingår i släktet Agathis och familjen bracksteklar. Inga underarter finns listade i Catalogue of Life.